# Emmerschans (verdedigingswerk)

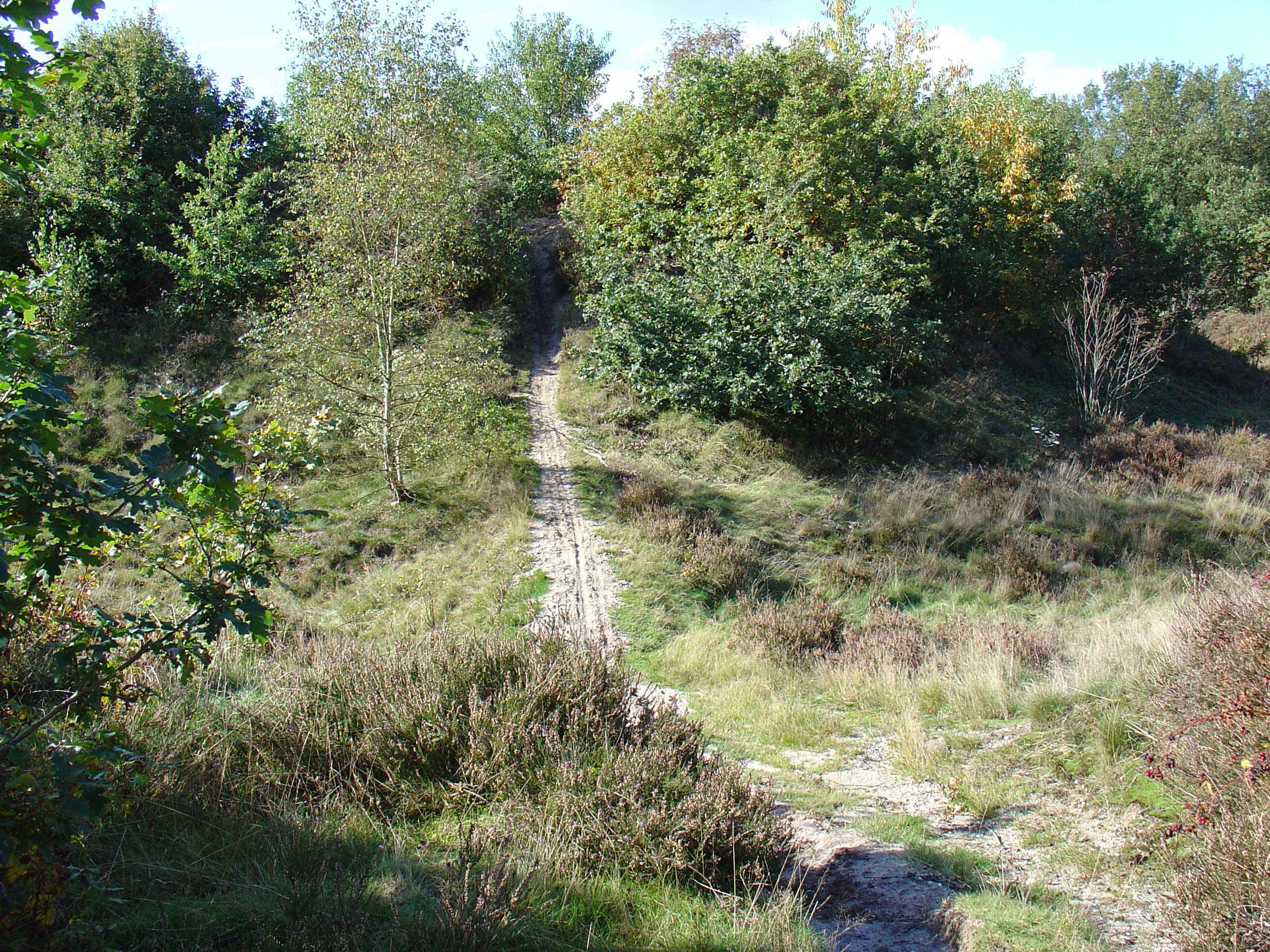
De restanten van de voormalige Emmerschans bij Emmen

De Emmerschans is een voormalig verdedigingswerk bij de stad Emmen, tegenwoordig is het een rijksmonument en, samen met het omliggende gebied, een natuurreservaat. De wijk Emmerschans heeft zijn naam ontleend aan de schans.
De Emmerschans is waarschijnlijk even voor het jaar 1800 aangelegd, want in dat jaar wordt melding gemaakt, dat de aanleg van een redoute aan de Emmerdijk voltooid zal worden. Er zijn echter ook bronnen, die beweren dat er al een voorganger van de schans is geweest, die aangelegd zou zijn rond 1594 door graaf Willem Lodewijk.
De Emmerschans maakte deel uit van de verdedigingslinie langs de oostgrens van Nederland, die na de Franse Tijd werd aangelegd en/of versterkt. De verdedigingslinie heeft betrekkelijk kort gefunctioneerd, want een deel (waaronder de Emmerschans) werd na de opheffing van de Eerste Linie van de Eems in 1851 weer ontmanteld.